# Фридрих Кристоф фон Геминген
Фридрих Кристоф фон Геминген (на немски: Friedrich Christoph von Gemmingen; * 14 юни 1670 в замък Гутенберг в Хасмерсхайм; † 14 октомври 1702, при Хюнинген в Гранд Ест) от 2. клон Бонфелд-Гутенберг е господар на Бонфелд (част от Бад Рапенау), „обер-щалмайстер“ и „оберст-вахтмайстер“ в Маркграфство Баден-Дурлах при маркграф Фридрих VII Магнус фон Баден-Дурлах.
Той е син на Волф Фридрих фон Геминген (1644 – 1690) и съпругата му Ева Мария Гьолер фон Равенсбург (1639 – 1691), дъщеря на Йохан Бернхард Гьолер фон Равенсбург (1608 – 1652) и София Анна Емилия фон Варнщет (* 1606). Внук е на Волф Дитер фон Геминген (1595 – 1645) и Катарина Елизабета фон Грумбах (* 1613). Правнук е на Волф Дитрих фон Геминген (1550 – 1595) и фрайин Мария фон Геминген-Бюрг (1552 – 1609).
Той посещава училището в Хайделберг. През 1687 г. той отива в Базел с братовчед си, който е фогт на Рьотелн. Там той следва езици, математика и свободно изкуство. През Войната за Пфалцкото наследство французите отвличат баща му през 1689 г. Фридрих Кристоф се предлага да смени баща си като заложник и остава във френски плен, докато е платена исканата сума контрибуция. След това той става „корнет“ на конна компания във войската на Швабския имперски окръг. Той наследява от баща си малко по-късно една трета от Бонфелд. Маркграф Фридрих VII Магнус фон Баден-Дурлах го прави 1691 г. хауптман на драгонски регимент. При битка срещу французите в Кинциг той е тежко ранен с последствия. През 1692 г. той става камер-юнкер на маркграфа, 1699 г. обрист-вахтмайстер и 1700 г. обер-щалмайстер. През 1701 г. с 500 конника той успява да защити господството Рьотелн (в Льоррах) от французите.
Фридрих Кристоф фон Геминген е убит на 32 години на 4 октомври 1702 г. в Битката при Фридлинген. Трупът му не е намерен, вероятно е погребан с френски убити французи при Хюнинген, Франция. Множество владетелски дворове искат да назначат вдовицата му като дворцова дама, но тя откзва заради възпитанието на нейните деца: най-големият Фридрих Казимир е при смъртта на баща му на 8 години, най-малкият син Филип е на три месеца.
Вдовицата му Бенедикта Хелена му прави епитаф в капелата на замък Гутенберг.
Синовете му основават клоновете „Бонфелд Обершлос“, „Бонфед Унтершлос“ и „Гутенберг“ в „2. клон (Бонфелд) на II. линия (Геминген, Гутенберг) на фрайхерен фон Геминген“.

## Фамилия
Фридрих Кристоф фон Геминген се жени на 17 декември 1692 г. в Некарцимерн за Бенедикта Хелена фон Геминген (* 10 май 1674, Хорнберг; † 9 януари 1746, Гутенберг), дъщеря на Райнхард фон Геминген (1645 – 1707) и фрайин Мария Елизабета фон Найперг (1652 – 1722). Те имат пет деца:
- Фридрих Казимир (* 22 октомври 1694, Гутенберг; † 25 юни 1744, Вецлар), фрайхер на Геминген-Гутенберг в Бонфелд, женен на 27 октомври 1737 г. в Есинген с Елеонора Шарлота фон Воелварт (* 1юни 1718, Есинген; † 4 февруари 1783, Ансбах); 1. клон (Бонфелд Обершлос)
- Бенедикта Августа (1696 – 1759)
- Райнхард (* 19 ноември 1698,	Дурлах; † 8 юни 1773, Карлсруе), фрайхер на Геминген, женен на 16 юли 1748 г. в Гутенберг с Мария Магдалена фон Беренфелс (* 15 декември 1708, Лар, Баден; † 2 януари 1780, Хайлброн); 2. клон (Бонфелд Унтершлос)
- Мария Анна Елизабета (1700 – 1767), омъжена с Фридрих Август фон Харденберг (1700 – 1768)
- Филип (* 22 юли 1702, Дурлах; † 20 февруари 1785), женен 1731 г. с Елизабет Маргарета фон Ракниц (1714 – 1783); 3. клон (Гутенберг)